# Болдырев, Валериан Абрамович
Валериан Абрамович Болдырев (21 сентября 1911, Астрахань — 3 мая 1975, Самара) — советский военный, государственный и политический деятель, генерал-лейтенант (1960).

## Биография
Родился 21 сентября 1911 года в городе Астрахань. Член КПСС с 1933 года.
С 1931 года — на военной, общественной и политической работе. В 1931—1963 гг. — на политической работе и командных должностях в танковых войсках Рабоче-Крестьянской Красной Армии:
- военный комиссар в 44-й танковой дивизии 9-й Армии;
- начальник политотдела 14-й танковой бригады (24.12.1941 — 20.03.1942);
- военный комиссар 139-й отдельной танковой бригады (20.03.1942 — 29.09.1942);
- командир 139-й отдельной танковой бригады (2.07.1942 — 29.09.1942);
- начальник политотдела 15-го танкового корпуса (18.03.1943 — 16.06.1943);
- начальник политотдела, заместитель командира по политчасти 195-й танковой бригады (16.06.1943 — 26.07.1943);
- ВРИД командира 195-й танковой бригады (22.07.1943 — 26.07.1943);
- ВРИД командира 56-й гвардейской танковой бригады (26.07.1943 — 04.08.1943)[1];
- начальник политотдела 56-й гвардейской танковой бригады (26.07.1943 — 31.12.1943, 22.01.1944 — 28.09.1944);
- начальник политотдела 4-го гвардейского механизированного корпуса (28.09.1944 — 6.10.1944);
- начальник политотдела 4-го гвардейского танкового корпуса (2.12.1944 — 11.05.1945)[2];
- начальник политотдела 4-й гвардейской танковой Кантемировской дивизии

С сентября 1957 года по сентябрь 1961 года — член Военного Совета Приволжского военного округа. Делегат XXI съезда КПСС. 1 июня 1962 года вышел в отставку.
Умер 3 мая 1975 года, похоронен в Самаре на кладбище Рубежное.

## Воинские звания
- батальонный комиссар
- старший батальонный комиссар (22.02.1942)
- подполковник (12.1942)
- полковник (3.02.1945)
- генерал-майор (8.08.1955)
- генерал-лейтенант (7.05.1960)[4]

## Награды
- Орден Ленина (10.01.1944)[5];
- Четыре ордена Красного Знамени (04.01.1942[6], 05.08.1943[7], 13.08.1944[8], 30.04.1954);
- Орден Кутузова II степени (06.04.1945)[9];
- Орден Красной Звезды (20.06.1949);
- Медаль «За боевые заслуги» (03.11.1944)[10];
- Медаль «За оборону Кавказа» (1944);
- Медаль «За победу над Германией в Великой Отечественной войне 1941—1945 гг.» (1945)[11];
- Юбилейная медаль «Двадцать лет Победы в Великой Отечественной войне 1941—1945 гг.» (1965);
- Медаль «За освобождение Праги» (1945);
- Юбилейная медаль «30 лет Советской Армии и Флота» (1948);
- Юбилейная медаль «40 лет Вооружённых Сил СССР» (1957)